# Un momento en común
Un momento en común (título original en inglés: A Moment in the Reeds) es una película finlandesa dirigida por Mikko Mäkelä en 2017; se estrenó en el Festival de Cine de Londres.

## Sinopsis
Leevi vuelve a Finlandia desde sus estudios universitarios en París para pasar el verano ayudando a su padre Jouko a renovar la casa de lago familiar en venta. Leevi está separado de su padre conservador, su único pariente viviente, y espera evitar el servicio militar obligatorio mediante la obtención de la ciudadanía francesa. Tareq, un arquitecto de profesión que ha venido a Finlandia desde la Siria devastada por la guerra buscando asilo, ha sido contratado para ayudar con el trabajo.

## Reparto
- Janne Puustinen como Leevi
- Boodi Kabbani como Tareq
- Mika Melender como Jouko
- Virpi Rautsiala com Pirjo